# Pedro Leopoldo
Pedro Leopoldo es un municipio brasileño ubicado en el estado de Minas Gerais.

## Geografía
Su población en 2006 estaba estimada en alrededor de 63.100 habitantes. Está situada en la región metropolitana de Belo Horizonte, a 46 km de la capital del estado.
- Datos: Q1638732
- Multimedia: Pedro Leopoldo / Q1638732